# Longman-Schnabelwal
Der Longman-Schnabelwal oder Pazifische Schnabelwal (Indopacetus pacificus) ist eine Walart aus der Familie der Schnabelwale (Ziphiidae).

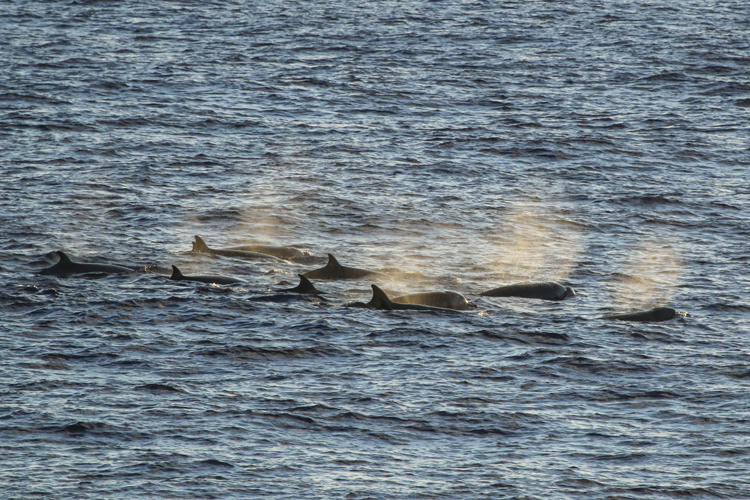
Schule von Longman-Schnabelwalen

Diese Walart zählt zu den am wenigsten bekannten ihrer Familie und war lange Zeit nur durch zwei Schädelfunde (1882 an der Küste von Queensland, Australien und 1955 in Somalia) bekannt. Der Zoologe Longman beschrieb die Art 1926 anhand des ersten Schädelfundes, seither trägt sie seinen Trivialnamen. Aus den 1980ern gab es Sichtungen vor den Seychellen, 2002 wurde erstmals ein vollständiges Exemplar in Japan angeschwemmt, 2003 ein weiteres auf den Philippinen. Im November 2013 wurden acht Tiere in Neukaledonien angeschwemmt, weitab vom angenommenen und bekannten Lebensraum. Vier der Tiere verendeten. Aus diesen Funden schließt man auf ein Verbreitungsgebiet, das den Indischen Ozean und den westlichen Pazifik umfasst. 
Die Größe dieser Walart wird auf rund sieben Meter geschätzt. Die Tatsache, dass ein so großes Tier so lange unentdeckt bleiben konnte, führt man einerseits auf einen Lebensraum auf hoher See zurück, was typisch für alle Schnabelwalarten ist. Andererseits ist es möglich, dass gesichtete Tiere mit Schwarz- oder Zweizahnwalen verwechselt wurden.
Longman-Schnabelwale haben eine lange Schnauze, eine leicht gewölbte Stirn, schlanke, große Flipper und eine dreieckige, weit hinten sitzende Finne. Die Färbung dieser Tiere variiert von hell- bis dunkelgrau. Aus dem Mageninhalt eines gestrandeten Tieres schließt man, dass ihre Nahrung vorwiegend aus Tintenfischen besteht.
Abgesehen davon ist über die Lebensweise dieser Tiere nichts bekannt.
Der wissenschaftliche Gattungsname ist aus den geografischen Kurznamen des Indischen und Pazifischen Ozeans sowie aus dem altgriechischen Wort ketos (Wal) zusammengesetzt. Der Artzusatz ist die geografische Bezeichnung Pazifik mit lateinischer Grammatik.

## Belege
1. ↑  Conder & Strahan (Hrsg.): Dictionary of Australian and New Guinean Mammals. CSIRO PUBLISHING, 2007, ISBN 978-0-643-10006-0, S. 61 (Indopacetus pacificus).